# أبو مهماز
أبو مِهمَاز (معجم الحيوان للفريق أمين معلوف والكلمة وضعها الاب أنستاس) أو الورنك النبوتي (الاسم العلمي:Raja clavata) (بالإنجليزية: Thornback ray)‏ هو نوع من الأسماك يتبع جنس الورنك من الفصيلة الورنكية. يعيش هذا الحيوان في المياه الساحلية لأوربة و ساحل المحيط الأطلسي المطل على إفريقية , ومن المحتمل ان يكون متواجداً في المياه الساحلية لناميبيا وجمهورية جنوب إفريقية.

## الموطن
موطنه المياه المفتوحة والبحار قليلة العمق، وفي بعض الاحيان يُحتَجَز في برك الاخوار الكبيرة عند المد الواطئ.
اسمه العلمي هو Raja clavata و الإنجليزي هو thornback ray أو thornback skate.

## التواجد
يتواجد أبو مِهماز عادة في القيعان الرسوبية، مثل: القيعان الطينية، أو الرملية، أو الحَصَوية في اعماق تتراوح بين 10 إلى 60 متراً.
الافراد اليافعة تغتذي على القشريات الصغيرة، وعلى مُزدَوَجات الارجل (amphipods) و الإربِيان(shrimps [القاعِي التواجد] ) خاصةً , و البالغة تغتذي على السرطان والإربِيان (shrimps) و الاسماك الصغيرة.